# Ruwe korfslak
De ruwe korfslak (Columella aspera) is een slakkensoort uit de familie van de Truncatellinidae. De wetenschappelijke naam van de soort werd in 1966 voor het eerst geldig gepubliceerd door Henrik W. Waldén.

## Kenmerken
Het slakkenhuisje van de ruwe korfslak is 2,0 tot 2,5 mm hoog en 1,3 tot 1,4 mm breed. Het heeft maximaal zes sterk gebogen windingen, die van elkaar worden gescheiden door een diepe naad. De schelp is donker grijsbruin of hoornbruin. Het oppervlak van de huisje is mat en vertoont relatief regelmatige groeilijnen. De mond is breed elliptisch afgerond, aan de bovenkant bijna recht afgeplat en daarom slechts iets breder dan hoog. De mondrand is eenvoudig en dun. Het is alleen omgebogen in het gebied van de spil en de naaldvormige navel wordt er bijna volledig door bedekt.

### Vergelijkbare soorten
Het schild van de ruwe korfslak lijkt op die van de tandloze korfslak (Columella edentula). Het is een beetje lager en een beetje breder. Het oppervlak vertoont sterkere en meer regelmatige groeilijnen. Het oppervlak is minder glanzend en is meestal donkerder van kleur. De mond is iets hoger in verhouding tot de breedte. In individuele gevallen kan het echter moeilijk zijn om onderscheid te maken tussen de twee typen. De ruwe korfslak heeft een voorkeur voor wat drogere standplaatsen dan de tandloze korfslak.

## Verspreiding en leefgebied
De ruwe korfslak heeft waarschijnlijk een Palaearctische verspreiding. In 1966 werd de soort tandloze korfslak (C. edentula) gesplitst in twee soorten door afsplitsing van een nieuwe soort, de ruwe korfslak (C. aspera). Doordat waarnemingen van de tandloze korfslak van voor 1966 ook betrekking kunnen hebben op de ruwe korfslak, is het exacte verspreidingspatroon van de ruwe korfslak slechts onvolledig bekend. Aangenomen wordt dat het zich uitstrekt van Spanje en de Britse Eilanden in het westen tot Siberië (het Baikalmeer) in het oosten. De soort komt ook voor in de bergen. De ruwe korfslak ontbreekt in het noordelijkste deel van Scandinavië. Uit Italië is er alleen bewijs van voorkomen op de eilanden Elba en Sardinië. Verder wordt de soort gevonden op het eiland Madeira.
De ruwe korfslak leeft in loof- en naaldbossen, aan bosranden, ruige weiden en op relatief droge plaatsen met vrij kalkarme, zelfs zure bodems. 